# Stanisław Jerzy Komorowski

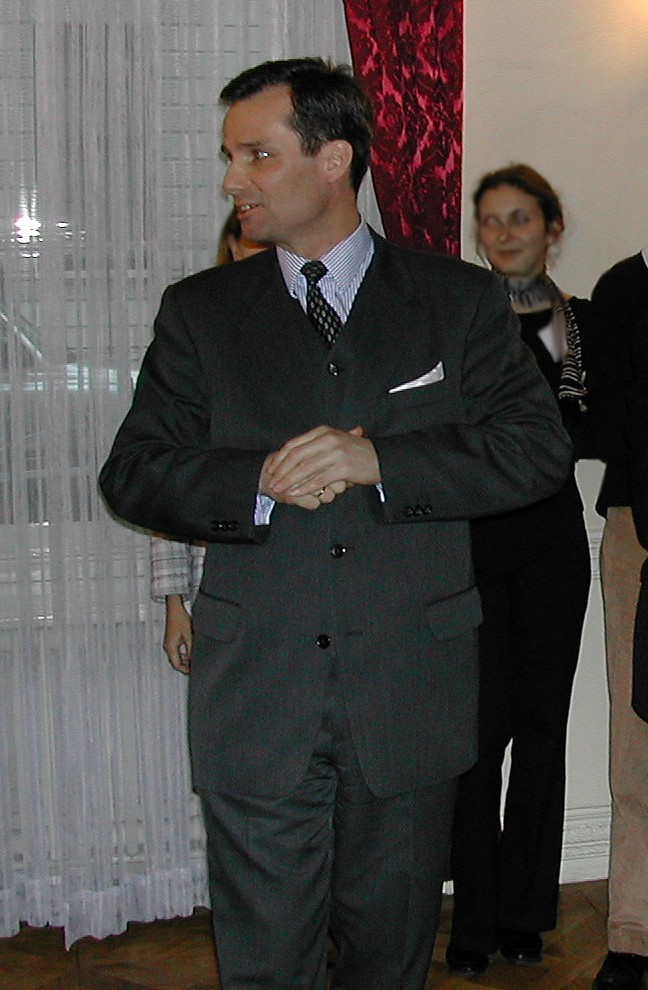
Stanisław Jerzy Komorowski jako ambasador RP w Londynie, 15 kwietnia 2002

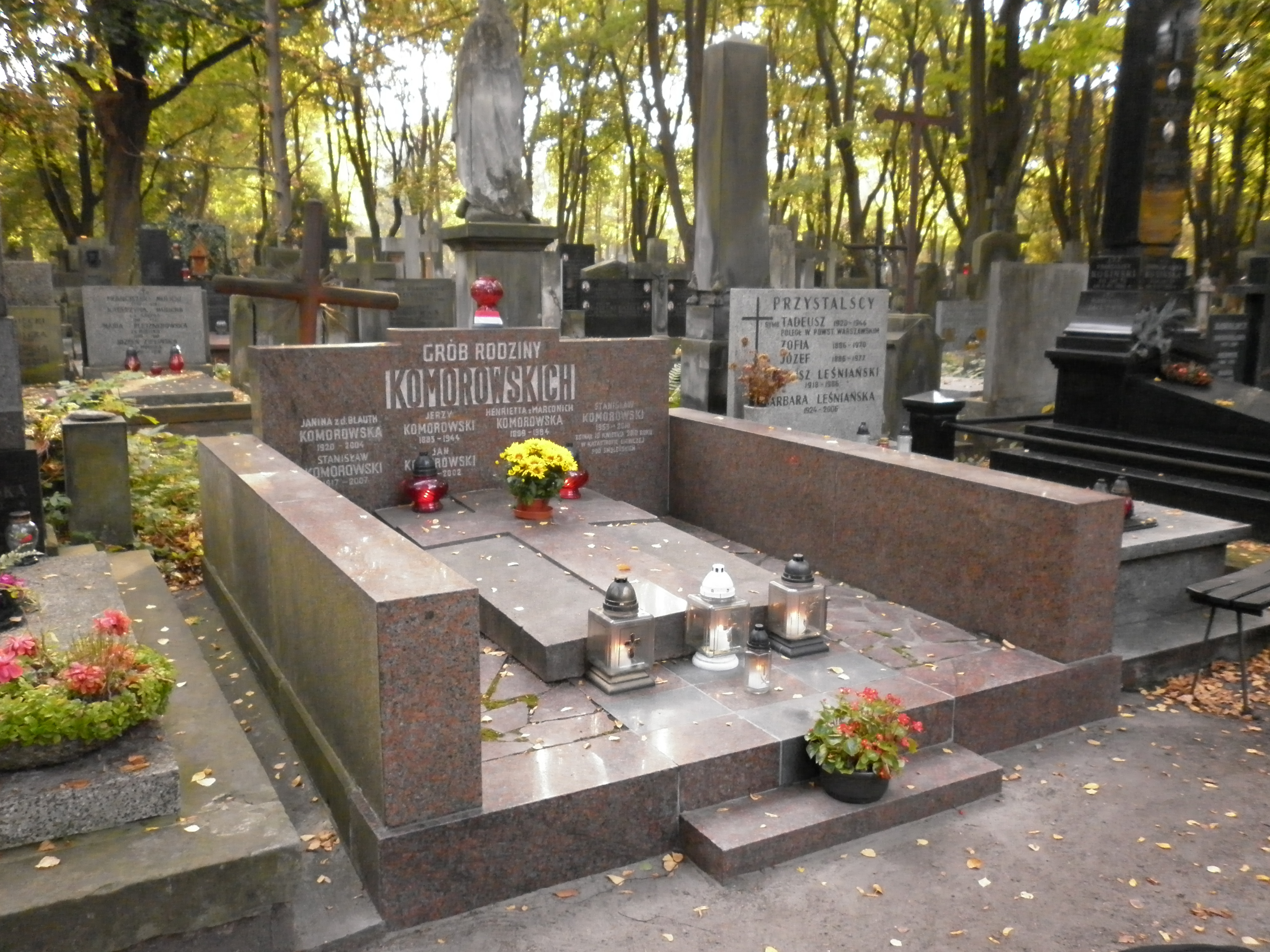
Grób rodzinny polityka na Starych Powązkach

Stanisław Jerzy Komorowski (ur. 18 grudnia 1953 w Warszawie, zm. 10 kwietnia 2010 w Smoleńsku) – polski dyplomata, fizyk i urzędnik państwowy. W latach 2005–2006 podsekretarz stanu w Ministerstwie Spraw Zagranicznych, w latach 2007–2010 podsekretarz stanu w Ministerstwie Obrony Narodowej. Wieloletni ambasador RP w Londynie i w Hadze.

## Życiorys

### Wykształcenie i praca naukowa
Był synem Henryka i Heleny Violetty Komorowskich. Absolwent I Liceum Ogólnokształcącego imienia Bolesława Limanowskiego w Warszawie.
W 1978 ukończył studia na Wydziale Fizyki Uniwersytetu Warszawskiego (na kierunku fizyka ze specjalnością biofizyka). Pracę magisterską zatytułowaną Badania 1-beta-D-Arabinofuranozylocytozyny i jej 0'-etylowanych pochodnych metodą magnetycznego rezonansu jądrowego węgla 13 C napisał w Zakładzie Biofizyki pod kierunkiem Davida Shugara.
W 1985 uzyskał stopień doktora nauk fizycznych na podstawie rozprawy Impulsowy kalorymetr fotoakustyczny do pomiaru krótkotrwałych efektów cieplnych. Badanie wydajności kwantowej tworzenia stanu tripletowego, napisanej pod kierunkiem Wojciecha Zielenkiewicza i Zbigniewa Grabowskiego.
W latach 1978–1990 pracował naukowo w Instytucie Chemii Fizycznej Polskiej Akademii Nauk. Współpracował głównie z Zakładem Fotochemii i Spektroskopii IChF PAN. W 1986 i na przełomie lat 1989 i 1990 pracował na Wydziale Chemii Uniwersytetu Utah w Salt Lake City w grupie Edwarda Eyringa. Opublikował ponad dziesięć artykułów naukowych dotyczących m.in. pomiarów fotoakustycznych.

### Kariera dyplomatyczna
Karierę dyplomatyczną rozpoczął, przystępując do konkursu zorganizowanego przez ówczesnego ministra spraw zagranicznych Krzysztofa Skubiszewskiego. W 1991 zajmował stanowisko kierownika wydziału i dyrektora Biura Kadr Ministerstwa Spraw Zagranicznych. Następnie obejmował stanowiska wicedyrektora Departamentu Personalnego (1991) oraz wicedyrektora Departamentu Europy (1991–1992), a następnie dyrektora Departamentu Europy (1992–1994).
W latach 1994–1998 pełnił funkcję Ambasadora Nadzwyczajnego i Pełnomocnego RP w Holandii (1994–1998) w Hadze. Był dyrektorem Sekretariatu Ministra (1998–1999). W latach 1999–2004 pełnił funkcję Ambasadora Nadzwyczajnego i Pełnomocnego RP w Wielkiej Brytanii (1999–2004). W latach 2004–2005 był dyrektorem Departamentu Azji i Pacyfiku.
Od 10 listopada 2005 do 9 października 2006 pełnił funkcję podsekretarza stanu w Ministerstwie Spraw Zagranicznych. 26 listopada 2007 został powołany na stanowisko podsekretarza stanu w Ministerstwie Obrony Narodowej. Zajmował się m.in. negocjacjami w sprawie tarczy antyrakietowej.
Zginął w katastrofie polskiego samolotu Tu-154M w Smoleńsku 10 kwietnia 2010 w drodze na obchody 70. rocznicy zbrodni katyńskiej.
Uroczystości pogrzebowe odbyły się 16 kwietnia 2010 w katedrze polowej Wojska Polskiego w Warszawie z udziałem m.in. wykonującego obowiązki prezydenta RP Bronisława Komorowskiego i ministra obrony narodowej Bogdana Klicha. Stanisław Komorowski został pochowany na cmentarzu Powązkowskim w Warszawie w grobie rodzinnym (kwatera 113/VI/19/20).

## Życie prywatne
Był tenisistą i instruktorem narciarstwa. W czasie studiów działał w Akademickim Klubie Narciarskim. W 1990 przez krótki okres prowadził z żoną własną firmę ogrodniczą. Pasjonował się też ogrodem i historią rodzinnego domu „Dziewanna” w Brwinowie, uważając, że zachowanie tradycji i kultury jest jego obowiązkiem.
Miał trzech synów: Macieja i Karola (z małżeństwa z Ireną Komorowską) oraz Jerzego (z małżeństwa z Marią Komorowską). Jego trzecią żoną była Ewa Komorowska.

## Odznaczenia
- Krzyż Komandorski Orderu Odrodzenia Polski (2010, pośmiertnie)[6]
- Wielki Oficer Orderu Gwiazdy Solidarności Włoskiej (2006)[7]

## Wybrane publikacje
- D.P. Cobranchi, N. F. Leite, J. Isak, S. J. Komorowski, A. Gerhard, E.M. Eyring, Pulsed Laser Photothermal Radiometry and Photothermal Beam Deflection Spectroscopy: Determination of Thermal Diffusivities of Liquids, [w:] Photoacoustic and Photothermal Phenomena II (Springer Series in Optical Sciences, vol. 62), J.C. Murphy, J.W. Maclachlan-Spicer, L. Aamodt, B.S.H. Royce, Springer-Verlag, Berlin 1990, s. 328–330.
- E.M. Eyring, N.F. Leite, S.J. Komorowski, T. Masujima, Photoacoustic Instrumentation, [w:] Analytical Instrumentation Handbook, G.W. Ewing, Marcel Dekker, Inc., Nowy Jork 1990, rozdz. 10, s. 337–360.
- S.J. Isak, S.J. Komorowski, C.N. Merrow, P.E. Poston, E.M. Eyring, Thermal lens measurements in liquids on a submicronsecond time scale, „Applied Spectroscopy”, vol. 43, 1989, s. 419–422.
- S.J. Komorowski, I. Ekiel, E. Darzynkiewicz, D. Shugar, C-13-NMR analysis of the effects of dissociation of the hydroxyl groups of 1-beta-d-arabinofuranosylcytosine and its O'-methyl derivatives on conformation, „Carbohydrate Research”, vol. 89, 1981, s. 21–32.
- S.J. Komorowski, Z.R. Grabowski, W. Zielenkiewicz, Pulsed photoacoustic determination of the quantum yield of triplet-state formation, „Journal of Photochemistry”, vol. 30, 1985, s. 141-151.
- S.J. Komorowski, E.M. Eyring, Pulse shapes of nanosecond photoacoustic signals in liquids detected by piezoelectric foil, „Journal of Applied Physics”, vol. 62, 1987, s. 3066–3069.
- A. Mordziński, S. J. Komorowski, Electronic relaxation on aza derivatives of 1,2 benzanthracene and their protonated forms – a comparative study of the quantum yield of triplet state formation, „Chemical Physics Letters”, vol. 114, 1985, s. 172–177.
- R. Sabbah, S.J. Komorowski, Enthalpie de sublimation de la diéthyl-1,3 thymine, „Thermochimica Acta”, vol. 41, 1980, s. 379–381.
- J. Waluk, S.J. Komorowski, Solvent-dependent photophysics of indoloquinoxaline, „Journal of Molecular Structure”, vol. 142, 1986, s. 159–162.
- J. Waluk, S.J. Komorowski, J. Herbich, Excited state double proton treatment in 1-azacarbazole alcohol complexes, „Journal of Physical Chemistry”, vol. 90, 1986, s. 3868–3871.
- J. Waluk, S.J. Komorowski, Modification of photophysical behavior by hydrogen bonding indoloquinoxaline and its methylated derivatives, „Chemical Physics Letters”, vol. 133, 1987, s. 368–372.
- J. Waluk, B. Pakula, S.J. Komorowski, Photophysics of pseudoazulenes 7-azaindole derivatives, „Journal of Photochemistry”, vol. 39, 1987, s. 49–58.